# إيشوعياب الأول
إيشوعياب الأول أو إيشوعياب الأرزني (بالسريانية: ܝܫܘܥܝܗܒ ܩܕܡܝܐ ܐܪܙܘܢܝܐ)‏ هو بطريرك كنيسة المشرق في الفترة (582-595). ولد إيشوعياب في أرزون بمرتفعات أرمينيا ودرس في مدرسة نصيبين. ألف شرحا تاريخيا وثيولوجيا على تريساغيون الكنيسة الشرقية له نسخة مخطوطة ترجع للقرن الرابع عشر. بحسب ابن العبري حاول ثني المناذرة عن الكنيسة السريانية الأرثوذكسية فزار بلاط النعمان بن المنذر وتوفي قبل أن يحقق مبتغاه في دير هند الصغرى. غير أن سبب لجوئه لبلاط النعمان كان على الأغلب نتيجة لفراره من الشاه الساساني خسرو الثاني.